# Peter Turnley

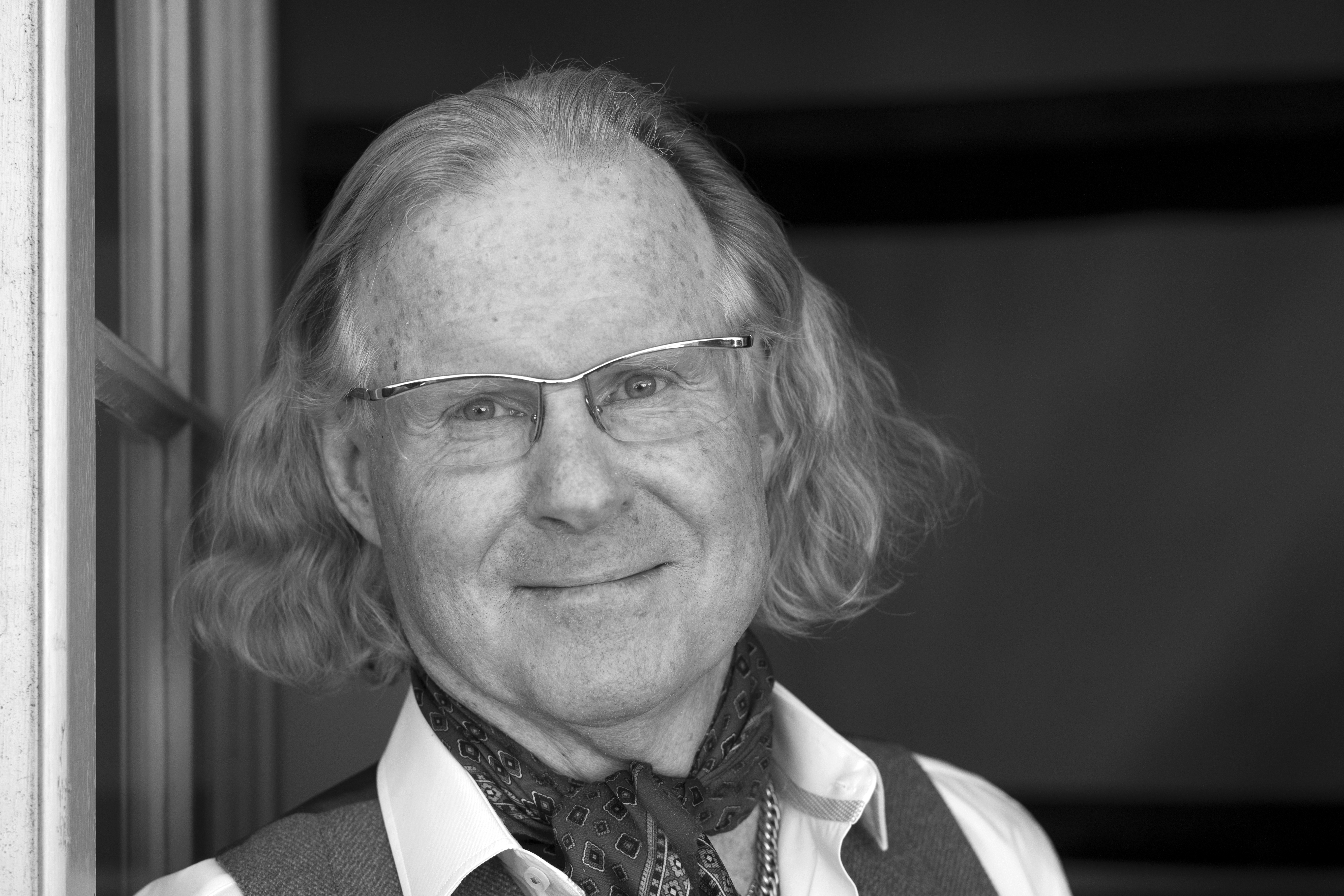
Peter Turnley (2019)

Peter N. Turnley (* 22. Juni 1955 in Fort Wayne, Indiana) ist ein US-amerikanischer Fotograf und Fotojournalist.
Sein Zwillingsbruder David Turnley ist ebenfalls als Fotograf tätig.

## Leben und Werk
Peter und David Turnley wurden am 22. Juni 1955 als Söhne von William Loyd Turnley und Elizabeth „Betty“ Ann Turnley (geborene Protsman) in Fort Wayne geboren.
Im Alter von 16 Jahren hatte er beim Schulsport einen Unfall, der in einem längeren Krankenhausaufenthalt resultierte. Nachdem ihm seine Eltern das Buch The Face of Asia des Fotografen Henri Cartier-Bresson ins Krankenhaus brachten, erwachte sein Interesse an der Fotografie. Kurz darauf erwarb er seine erste Kamera und begann bald auch, die Bilder selbst zu entwickeln.
Ab 1973 studierte Turnley zunächst an der University of Michigan, später an der Pariser Sorbonne und am Institut d’études politiques de Paris.

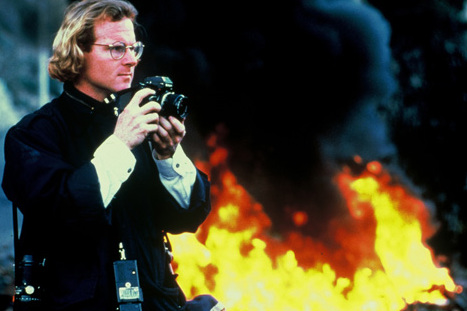
Turnley im Westjordanland (1993)

Seit 1975 ist die französische Hauptstadt auch seine Wahlheimat, in der er kontinuierlich das Leben der Pariser in Bildern festhält. In den frühen 1980er Jahren arbeitete Turnley, wie zuvor auch sein Bruder, als Assistant für den französischen Fotografen Robert Doisneau. Gemeinsam mit Adam Gopnik veröffentlichte Turnley im Jahr 2000 den Bildband Parisians. 2013 folgte French Kiss: A Love Letter to Paris.
Von 1986 bis 2001 war Turnley als Fotograf beim Magazin Newsweek angestellt. Während dieser Zeit wurden mehr als 40 seiner Bilder als Titelfotos für das Magazin ausgewählt. Von 2003 bis 2007 war er Redakteur und Fotograf bei Harper’s Magazine. Er dokumentierte unter anderem den Fall der Berliner Mauer, die osteuropäischen Revolutionen im Jahr 1989, den Zweiten Golfkrieg, den Bosnienkrieg, den Völkermord in Ruanda, die Terroranschläge am 11. September 2001, die Auswirkungen des Hurrikans Katrina oder des Erdbebens in Haiti 2010.
Turnley erhielt Ehrendoktorwürden von der The New School und dem St. Francis College. Von 2000 bis 2001 studierte er mit einem Stipendium der Nieman Fellowship an der Harvard University. Er gibt sein Wissen in Workshops an junge Fotografen weiter.

## Auszeichnungen (Auswahl)
- 1987: World Press Photo: Honorable mention in der Kategorie People in the News für sein Foto des SS-Kriegsverbrechers Klaus Barbie bei dessen Verurteilung[6]
- 1988: World Press Photo: 2. Platz in der Kategorie News Features stories für sein Foto einer trauernden Familie nach dem Erdbeben von Spitak[7]
- 1988: World Press Photo: 3. Platz in der Kategorie Daily Life für sein Foto eines Flüchtlingskindes in Mosambik[8]
- 1989: Overseas Press Club: The Olivier Rebbot Award in der Kategorie Best photographic reporting from abroad in magazines and books für seine Fotoserie Ceaușescu, The Fall of a Dictator[9]

## Veröffentlichungen (Auswahl)
- David Turnley, Peter Turnley, Melinda Liu: Beijing Spring. Stewart, Tabori & Chang Inc, 1989, ISBN 978-1556701306
- David Turnley, Peter Turnley: Moments of Revolution: Eastern Europe. Stewart, Tabori & Chang Inc, 1990, ISBN 978-1556701689
- Howard Chapnick, David C. Turnley, Peter Turnley: In Times of War and Peace. Abbeville Press, 1997, ISBN 978-0789202994
- Adam Gopnik, Peter Turnley: Parisians. Abbeville Press, 2000, ISBN 978-0789206503
- John G. Morris, David Turnley, Peter Turnley: McClellan Street. Indiana Univ. Press, 2007, ISBN 978-0253349675
- Peter Turnley: French Kiss: A Love Letter to Paris. 2013
- Peter Turnley: Cuba — A Grace of Spirit. 2015
- Peter Turnley: A New York–Paris Visual Diary — The Human Face of Covid-19. 2020

## Ausstellungen (Auswahl)
- The International Center for Photography (CP), New York, New York.
- Leica Gallery, New York, New York.
- Museum of Modern Art, Ft. Wayne, Indiana.
- Agathe Gaillard Gallery, Paris, Frankreich.
- Pictura Gallery, Bloomington, Indiana.
- Museum of Modern Art, Verona, Italien.